# Sveriges Radio P3
Sveriges Radio P3, ofta förkortat till bara P3 är en svensk rikstäckande radiokanal som produceras av Sveriges Radio. P3 sänder huvudsakligen populärmusik och program inom populärkultur, samhällsjournalistik och humor.
Kanalen producerar både linjär radio, samt program i podcastformat. Framstående P3-program är bland annat Morgonpasset, Eftermiddag i P3 och Musikhjälpen. P3 sänds över FM-nätet, som DAB-radio och som en webbradiokanal på Sveriges Radios hemsida och via appen Sveriges Radio Play.
Till skillnad från övriga kanaler från Sveriges Radio sänds utöver Ekonyheter även nyhetssändningar från en egen nyhetsredaktion, P3 Nyheter. Varje år sänder P3 tillsammans med SVT och Radiohjälpen Musikhjälpen. 

## Historia
Efter att försökssändningarna startade den 7 juli 1962 inledde P3 reguljära sändningar den 1 juli 1964. Den 12 december 1966 omprofilerades Sveriges Radios kanaler, och P3 gavs en profil med främst populärmusik och underhållningsprogram som tilltalade stora lyssnargrupper. På vardagar sändes populära program som Skivor till kaffet och Rakt över disc, på helgen Ring så spelar vi, Svensktoppen och Melodikrysset. När P3 bytte profil 1993 för att inrikta sig på lyssnare upp till 35 år flyttade många populära program över till P4. Sommar i P1 flyttade från P3 till P1.
Efter flera år med fokus på ny musik och dalande lyssnarsiffror gjordes P3 om i januari 2020, från 1993 till 2020 var kanalens målgrupp ”den unga publiken under 37,5 år”. Enligt kanalansvarig Caroline Pouron skulle kanalen präglas av mer journalistik, och man värvade P1-morgon:s programledare Katherine Zimmerman. Radiolyssnandet bland unga hade under en lång följd av år minskat, och bland annat ersatts av digitala medier, kommersiella radiokanaler och annan underhållning. 2023 hade P3 i genomsnitt 1,1 miljoner lyssnare om dygnet.

## Utbud

### Digitala kanaler
P3 sänder ut både traditionell radio och producerar poddradio. P3 består idag av huvudkanalen P3 och av hiphop-radiokanalen P3 Din Gata. Genom åren har P3 även sänt ett flertal digitalradio- och webbradiokanaler – P3 Rockster med rockmusik dygnet runt, P3 Star med ny populärmusik dygnet runt, P3 Street med hiphop, r'n'b och reggae dygnet runt samt P3 Svea med svensk musik dygnet runt.

### Poddradio
P3 producerar några av Sveriges mest populära poddar, till exempel P3 Dokumentär, Creepypodden, P3 Dystopia, P3 ID och P3 Musikdokumentär. Ansvarig för P3:s poddar är Caroline Pouron.

### P3 Nyheter
P3 Nyheter sänder nyhetssändningar med yngre programledare, ett vardagligare språkbruk och med en lekfullare ljudbild varje heltimme från tidig morgon till 19:00 på vardagar. Under Morgonpasset i P3 sänds P3 Nyheter med Babs Drougge varje halvtimme med fördjupningar på de viktigaste nyhetshändelserna. Under resten av dagen sänder P3 Nyheter nyhetsuppdateringar varje heltimme fram till 19:00. På kvällar och nätter ges nyheter från Ekot. P3 Nyheter producerar även poddradio om stora nyhetshändelser, P3 Nyheter Dokumentär.

### P3 Session
2006 började P3:s livemusikprogram P3 Session. I sin senaste form uppträder en eller flera artister utan publik. Konserterna finns att se på Youtube och sänds live i P3 i P3 med Ayan Jamal.  I P3 Session har artister som Tove Lo, Silvana Imam, First Aid Kit och Thomas Stenström uppträtt. Ofta tolkar svenska artister andra artisters låtar. Under 2023 hade P3 Session uppehåll. 

### P3 älskar
P3 älskar var ett evenemang som arrangeras flera gånger per år i olika svenska städer. Konceptet var en klubb-kväll med livemusik, humor, DJs och programledare från P3 som minglar med publiken. P3 Älskar startades 2014. Sista P3 Älskar var i Göteborg 2021.

## Kritik
P3-utbudet har från konservativt håll anklagats för att vara vinklat åt vänster.[källa behövs] Orsakerna sägs ibland vara att många program har antirasism, sympati för HBTQ- och minoritetsfrågor, smal populärkultur, feminism och sexliberalism på agendan.[källa behövs] Kritiker av programmet kallar ibland sådana ämnen för "Politiskt korrekta".

## Programledare i P3

### Nuvarande (urval)
- Atladottir, Margret
- Druid, David
- Drougge, Babs
- Edvinsson, Edvin
- Garplind, Christopher
- Havana, Juan
- Hellquist, Hanna
- Karabuda, Effie
- Mehrafzoon, Tina
- Olasdotter Hallberg, Nanna
- Percival, Emma
- Wikblad, Linnéa

### Tidigare
- Adams-Ray, Kersti
- Akolor, Kodjo
- Alatalo, Hasse
- Aldman, Lars
- Alinge, Kjell
- Arvidson, Magnus
- Avdic, Åsa
- Berg, Anton
- Berg, Carina
- Berg, Cia
- Blix, Erik
- Bromé, Lotta
- Carlsson, Terje
- Crafoord, Josefin
- Djanaieff, Pontus
- Ehrnst, Patrik
- Ekstrand, Erik
- Elfving, Ulf
- Enhörning, Pontus
- Eriksson, Kjell
- Erixon, Peter
- Fontander, Pär
- af Geijerstam, Claes
- Grafström, Bengt
- Gylling, Thomas
- Haag, Erik
- Halleröd, Johan
- Hamberg, Emma
- Hansson, Kristofer
- Haukka, Paul
- Helgegren, Carl-Magnus
- Håkansson, Nana
- Ingemarsson, Kajsa
- Jebril, Nadia
- Jerksten, Pierre
- Johansson, Anders
- Johnsson, Fredrik
- Kadefors, Sara
- Kindvall, Kaj
- Koljonen, Johanna
- Krull, Bobbo
- Lantz, Annika
- Larsson, Morgan
- Lauterbach, Charlotte
- Lee, Jonna
- Lernström, Pär
- Lind, Kajsa
- Lindström, Fredrik
- Linné, Jonas
- Lundberg, Christer
- Luuk, Kristian
- Löthén, Bosse
- Mitreska, Veronika
- Nilsson, Måns
- Nordeman, Linda
- Norén, Ola
- Norgren, Angelica
- Norlin, Annika
- Nûjen, Özz
- Olsson, Henrik
- Olsson, Rickard
- Osmanagic, Sladjan
- Papa Dee (Daniel Wahlgren)
- Palmlöf, Olle
- Persson, Håkan
- Pihl, Hasse
- Predin, Jeanette
- Ralstrand, Fredrik
- Rennerfelt, Marika
- Ritter, Thomas
- Rubin, Jesper J
- Rönndahl, Jesper
- Schyffert, Henrik
- Siepen, Peter
- Sinding-Larsen, Per
- Sivertsdotter, Cia
- Skarin, Li
- Skäringer, Mia
- Stenhag, Germund
- Storm, Ingvar
- Strömquist, Liv
- Sundberg, Peter
- Svan, Moa
- Svensson, Kringlan
- Svensson, Simon
- Svensson, Tommy
- Tellinger, Susanne
- Tengby, Tomas
- Thun, Martina
- Tosting, Andreas
- Valsinger, Christel
- Vinterbarn-Elg, Rebecca
- Wallgren, Jocke
- Wermelin, Stefan
- Westberg Ekerljung, Pontus
- Yildiz, Berivan
- Zimmergren, Klara